# Francisco Maria da Cunha
Francisco Maria da Cunha GCA • ComTE • ComC  (Angra do Heroísmo, 22 de dezembro de 1832 — Lisboa, 13 de janeiro de 1909) foi um militar, político e administrador colonial português. Entre outras funções de relevo, foi governador da Índia Portuguesa, deputado e par do reino.

## Biografia
Nasceu no Castelo de São João Baptista, filho de Maria Cândida da Franca e Horta e Francisco Jacques da Cunha, um dos Bravos do Mindelo e depois general de divisão, que ao tempo integrava o regimento liberal aquartelado naquela praça. Frequentou o Colégio Militar, entre 1842 e 1848, tendo neste último ano, aos 16 anos de idade, assentado praça no Exército Português, como voluntário. Depois de cursar a Escola Politécnica de Lisboa e a Escola do Exército, a 11 de outubro de 1865 foi promovido a alferes e iniciu a sua carreira como oficial de Infantaria.
Como oficial do Exército, serviu nas colónias portuguesas de África e Oceania. Em 1869 foi nomeado comandante do Batalhão de Macau. Em 1877 foi nomeado governador-geral de Moçambique, cargo que exerceu até 1880. Durante seu governo, debelou com eficácia uma revolta na Zambézia e tomou posse de Inhaca, pelo que foi muito elogiado pelos governos português e britânico. Em 1891, foi nomeado 104.º governador-geral da Índia Portuguesa, cargo que exerceu até 1892.
Foi diretor do Colégio Militar de 1882 a 1890 ou de 1883 a 1891. Entre 1888 e 1890, foi presidente da Sociedade de Geografia de Lisboa. Em 10 de janeiro de 1895 alcançou o posto de general de divisão. Em 1899, foi nomeado comandante do Conselho Superior de Disciplina do Exército.
Foi ainda Ministro da Guerra (1897) e 1.º Secretário do Presidente do Conselho José Luciano de Castro (1898); comandante da Escola do Exército (atual Academia Militar, 1895/96 e 1898/1900); Chefe da Casa Militar, ajudante de campo e membro do Conselho de Sua Majestade Fidelíssima do rei D. Carlos; presidente da Cruz Vermelha Portuguesa (1905/1909), do Montepio Geral e da Sociedade de Geografia de Lisboa.
Recebeu a Grã-Cruz da Ordem de Avis e foi agraciado com o grau de Comendador da Ordem da Torre e Espada e da Ordem de Cristo.